# Svazek obcí Znojemsko
Svazek obcí Znojemsko je dobrovolný svazek obcí v okresu Znojmo, jeho sídlem jsou Suchohrdly a jeho cílem je regionální rozvoj obecně. Sdružuje celkem 5 obcí a byl založen v roce 2002.

## Obce sdružené v mikroregionu
- Suchohrdly
- Dobšice
- Dyje
- Kuchařovice
- Nový Šaldorf-Sedlešovice